# احمد صفاری
میرزا احمد خان سالار مؤید (۱۲۶۵ لاهیجان – ۱۳۳۳ تهران) که نام خانوادگی صفاری برگزید، از مالکان بزرگ گیلان و نماینده مجلس شورای ملی بود.
پدرش محمدحسین‌خان منظم‌السلطنه از مالکان عمدهٔ لاهیجان بود که موقعیت و املاکش به او به ارث رسید. رضاخان از زمان حضور در قزاقخانه و درجات پایین با سالار موید دوست شد و به خانه او رفت و آمد داشت. پس از به پادشاهی رسیدن رضاخان، در سال ۱۳۰۹ او به دستور رضا شاه به نمایندگی لاهیجان و لنگرود به مجلس شورای ملی رفت (دوره هشتم) و تا پایان سلطنت رضاشاه کرسی خود را در مجلس حفظ کرد (دوره سیزدهم). صفاری بتدریج املاک خود را در لاهیجان فروخت و به در تهران خرج کرد. مشتری اول املاک او احمد قوام بود که قسمت اعظم املاک او را خرید. نزدیکی صفاری به رضا خان منجر شد برادر جوانش محمدعلی صفاری هم به مدارج مهم برسد.